# Belonuchus optatus
Belonuchus optatus (лат.) — вид жуков-стафилинид рода Belonuchus из подсемейства Staphylininae. Мексика.

## Описание
Коротконадкрылые хищные жуки, длина тела около 1 см. Форма тела удлинённая, слегка сплюснутая. Чёрная окраска на голове, усиках, переднеспинке, щитке, задних 2/3 (или чуть меньше) пятого видимого сегмента брюшка, шестого видимого сегмента брюшка и грифельков брюшка. Красноватые на надкрыльях, ногах, видимых 1-4 сегментах брюшка и передней 1/3 (или немного больше) пятого видимого сегмента. Красновато-коричневые на двух вершинных члениках усика, максиллярных и губных щупиках, передней половине мезовентрита и всем метавентрите.

## Таксономия
Вид был впервые описан в 1885 году британским энтомологом Дэвидом Шарпом (1840—1922) под названием Philonthus optatus Sharp, 1885, а его валидный статус подтверждён в ходе ревизии, проведённой в 2022 году мексиканскими энтомологами Хуаном Маркесом (Juan Márquez) и Джульетой Асиайн (Julieta Asiain; Laboratorio de Sistemática Animal, Centro de Investigaciones Biológicas, Universidad Autónoma del Estado de Hidalgo, Hidalgo, Идальго, Мексика), по типовым материалам из Мексики. Сходен с Belonuchus aenigmaticus, включён в группу Belonuchus platypterus.